# Alfred Mell

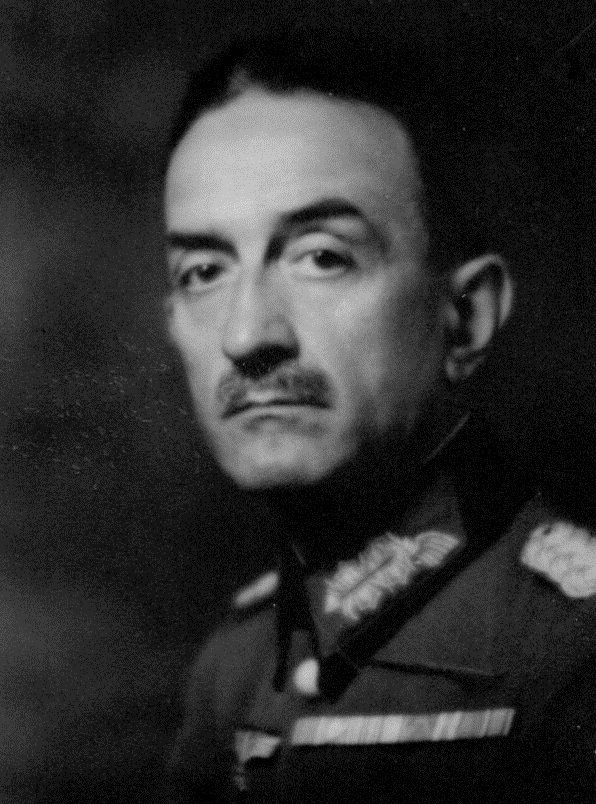
Generalkustos Alfred Mell (nach 1938)

Alfred Mell (* 2. August 1880 in Graz; † 22. Mai 1962 in Wien) war ein österreichischer Jurist und Historiker. Von 1934 bis 1949 war er Direktor des Heeresgeschichtlichen Museums in Wien.

## Leben
Mell studierte nach der Reifeprüfung am 1. k.k. Staatsgymnasium (Akademisches Gymnasium) in Graz Rechtswissenschaften (Jus) und Geschichte an der Universität Wien. 1907 wurde er zum Dr. jur. promoviert. Von 1901 bis 1903 absolvierte er den 24. Ausbildungskurs am Institut für Österreichische Geschichtsforschung in Wien. Ab dem Jahre 1903 war er Mitarbeiter von Alfons Dopsch bei der Edition der Landesfürstlichen Urbare.
Mell wollte seit seiner Jugend Berufsoffizier werden, was sich jedoch nicht verwirklichen ließ. So schlug er, nach seinem Einjährig-Freiwilligen-Jahr (Leutnant in der Reserve Sanitätsabteilung Nr. 26) die Laufbahn als Militärbeamter ein und wurde 1906 – im Anschluss an sein Volontariat 1905 – im k.k. Heeresmuseum in Wien tätig. 1908 wurde er Artillerieingenieur mit der Dienstleistung als Konservator. 1913 war er an der Ausstellung zur Jahrhundertfeier der Befreiungskriege in der Jahrhunderthalle in Breslau beteiligt und verfasste einen Beitrag im von Wilhelm John (Direktor) herausgegebenen Werk Erzherzog Karl. Der Feldherr und seine Armee.
Während des Ersten Weltkriegs hielt sich Mell auf dem Balkan auf, wo er 1916 erstmals Kriegsbeute für das Heeresmuseum sammeln konnte. Nach dem Krieg wurde er Artillerieoberingenieur der VIII. Rangklasse und wechselte als Archivar in den Zivilstaatsdienst des Kriegsarchivs, wo er unter den Direktoren Maximilian von Hoen und Edmund Glaise-Horstenau Leiter der Bibliothek des Kriegsarchivs war. 1922 wurde er Artillerieoberingenieur 2. Klasse außer Dienst und Regierungsrat. 1931 erhielt Mell den Titel eines Hofrats. Nach dem Tod des Heeresmuseumsdirektors John 1934 wurde Mell auf vielseitige Empfehlung zum Direktor des mittlerweile so genannten Österreichischen Heeresmuseums ernannt. 1934 eröffnete Mell gemeinsam mit Rudolf Pühringer mehrere Schausäle für den Publikumsverkehr. 1936 wurde er Generalkustos und Offizier der Sonderdienste.
Nach dem „Anschluss“ Österreichs an das Deutsche Reich wurde das Museum der Dienststelle des Chefs der Heeresmuseen in Berlin unterstellt und in Heeresmuseum Wien umbenannt. Im Zweiten Weltkrieg wurde das Museum stark beschädigt. Mell selbst hatte wohl monatelang nicht gewusst, wie es weitergehen sollte und ob er überhaupt noch eine Funktion hatte. Im Februar 1945 war er 65 Jahre alt geworden, sollte also eigentlich schon in Pension sein. Mell war nie Nationalsozialist gewesen und hatte wohl das Gefühl, das Museum in seinen kritischsten Monaten nicht verlassen zu sollen. So leitete Mell weiter das Museum, welches nunmehr dem Bundesministerium für Unterricht unterstellt wurde und auf seinen Vorschlag hin in Heeresgeschichtliches Museum umbenannt wurde.
In den Folgejahren erwarb sich Mell große Verdienste um den Wiederaufbau des Heeresgeschichtlichen Museums und des Wiener Arsenals. Selbst nachdem er 1949 als Direktor von Rudolf Pühringer abgelöst wurde, blieb er dem Museum als Konsulent erhalten und konnte so weiterhin am Wiederaufbau und an der Neuaufstellung der kriegsbedingt gelichteten Bestände mitwirken.
Alfred Mell war Mitglied zahlreicher wissenschaftlicher Institutionen, Gesellschaften und Vereine und auch Prüfungskommissär bei den Staatsprüfungen des Instituts für Österreichische Geschichtsforschung. Er wurde u. a. mit dem schwedischen Gustav-Wasa-Orden geehrt.

## Familiäres
Sein Vater war Alexander Mell, Direktor des österreichischen Blindeninstituts, in dessen ehrenhalber gewidmetem Grab am Ober Sankt Veiter Friedhof Alfred Mell bestattet wurde. Alfred Mells Bruder war der Dichter Max Mell, seine Schwester war die Burgschauspielerin Maria Mell, welche mit dem Maler Alexander Demetrius Goltz verheiratet war. Sein Onkel war der Historiker Anton Mell.

## Schriften (Auszug)
- (Unter Mitw.): Die landesfürstlichen Gesamturbare der Steiermark aus dem Mittelalter. Im Auftrag der kaiserlichen Akademie der Wissenschaften in Wien (= Oesterreichische Urbare. Abt. 1, Bd. 2). Hrsg. von Alfons Dopsch, Braumüller, Wien u. a. 1910.
- (Vorw.): Ausstellung ausgewählter Neuerwerbungen aus dem Zeitalter Kaiser Franz Josefs. Heeresmuseum in Wien. Heeresmuseum, Elbemühl 1937.
- Die Fahnen des österreichischen Soldaten im Wandel der Zeiten (= Österreich-Reihe. Bd. 174/176). Bergland Verlag, Wien 1962.